# Brno XI
Brno XI bylo označení jedenáctého městského obvodu v Brně přinejmenším v letech 1949–1960. Rozsah a vymezení obvodu se během správních reforem několikrát změnily. 
- Brno XI (1949–1954), jeden ze 13 městských obvodů v období od 1. října 1949 do 30. dubna 1954. Zahrnoval malou část k. ú. Brněnské Ivanovice, malou část k. ú. Černovice, většinu k. ú. Komárov, celá k. ú. Dolní Heršpice, Horní Heršpice, Přízřenice a malou část k. ú. Trnitá.
- Brno XI (1954–1957), jeden z 12 městských obvodů v období od 1. května 1954 do 30. května 1957. Zahrnoval k. ú. Slatina a malou část k. ú. Líšeň
- Brno XI-Slatina (1957–1960), jeden ze 13 městských obvodů v období od 1. června 1957 do 30. června 1960. Zahrnoval k. ú. Slatina a malou část k. ú. Líšeň.

## Související článek
- Členění Brna